# Миколай Свірч
Миколай Свірч, чи Миколай Бедрих з Новодвору — шляхтич, урядник в українських землях Королівства Польського. Представник Свірчів гербу Сверчик — шляхетського роду сілезького походження. Посідав уряди стольника (1464—1466) і каштеляна Кам'янця (1467—1491). Ймовірно, був сином Юрка Свірчовича та внуком Миколая Бедриха. У 1461, 1464, 1469, 1470 роках король Казимир IV підтверджує посесію Миколая Свірча на Плоскирів.

## Життєпис
Був одружений з Еліхною невідомого дому та мав п'ятеро синів — Якуба, Анджея, Міхала, Флоріана, й Фелікса та чотири доньки: Ядвігу, Беату, Ельжбету та Малгожату.
Після смерті батька 1496 року сини Анджей (Андрій) та Міхал (Михайло) поділили між собою спадок. Андрієві дісталась частина замку Новодвору та частина будинків, а також низка сіл, зокрема Плоскирів. Михайло, в свою чергу, теж отримав половину Новодвору й будинків та ряд сільських населених пунктів, серед яких Плоскирів, Голишин, Рожична та ін. Поділ міста і замку Новодвору зберігався довгий час. На початку XVI ст. одна його частина з невідомих причин відійшла кам'янецькому войському Миколаєві Гербурту.